# Kunstpreis der Künstler
Le Kunstpreis der Künstler (Prix d'art des artistes) est un prix d'art décerné chaque année à un artiste en beaux-arts lors de la Grande exposition d'art de Rhénanie-du-Nord-Westphalie à Düsseldorf. 
Les lauréats sont sélectionnés et nommés par un jury.  
Le jury est sélectionné par l'association pour l'organisation d'expositions d'art (Verein zur Veranstaltung von Kunstausstellungen). 

## Lauréats
Depuis 1975, le prix d'art a été décerné aux artistes suivants :   
- 1975 : Axel Vater
- 1976 : Gabi Weber
- 1977 : Bert Gerresheim
- 1978 : Norbert Tadeusz
- 1979 : Heinrich Siepmann
- 1980 : Joachim Schmettau
- 1981 : Günter Haese
- 1982 : Hede Bühl
- 1983 : Gerhard Hoehme
- 1984 : Johannes Grützke
- 1985 : Hartwig Ebersbach
- 1986 : Astrid Feuser
- 1987 : Karl Bohrmann
- 1988 : Azade Köker
- 1989 : Karl Marx
- 1990 : Peter Gilles
- 1991 : Max Neumann
- 1992 : Michael Morgner
- 1993 : Hans-Günther Cremers
- 1994 : Peter H. van de Locht
- 1995 : Jürgen Brodwolf
- 1996 : Thomas Hartmann
- 1997 : Horst Lerche
- 1998 : Manfred Vogel
- 1999 : Timm Ulrichs
- 2000 : Takako Saito
- 2001 : Gottfried Wiegand
- 2002 : Sigrid Kopfermann
- 2003 : Victor Bonato
- 2004 : Dieter Rogge
- 2005 : Max Uhlig
- 2006/2007 : Chris Reinecke
- 2008 : Günter Weseler
- 2010 : Hermann-Josef Kuhna
- 2011 : Horst Egon Kalinowski
- 2012 : Walter Vogel
- 2013 : Peter Royen
- 2014 : Beatrix Sassen
- 2015 : Felix Droese
- 2016 : Benjamin Katz
- 2017 : Hermann Focke
- 2018 : Sybille Pattscheck
- 2019 : Boris Becker